# Kristian Frost
Kristian Frost Olesen (* 9. Februar 1989 in London, England) ist ein ehemaliger dänischer Squashspieler.

## Karriere
Kristian Frost begann seine Karriere im Jahr 2007 und gewann 16 Titel auf der PSA World Tour. Seine höchste Platzierung in der Weltrangliste erreichte er im April 2013 mit Rang 52. Er wurde 2011 erstmals dänischer Landesmeister und ist Teil der dänischen Nationalmannschaft. Mit dieser nahm er bereits 2009 und 2011 an Weltmeisterschaften teil.
Kristian Frost studierte an der Syddansk Universitet. Sein Vater ist der ehemalige Badmintonspieler Morten Frost. Er hat einen Sohn (* Juli 2016).

## Erfolge
- Gewonnene PSA-Titel: 16
- Dänischer Meister: 9 Titel (2011–2019)